# Nanjing Monkey Kings
El Nanjing Monkey Kings (en chino, 南京同曦大圣) conocido anteriormente como Jiangsu Monkey Kings, Jiangsu Tongxi o Tongxi Monkey Kings es un equipo de baloncesto chino con sede en la ciudad de Nankín, Jiangsu, que compite en la Chinese Basketball Association (CBA). Disputa sus partidos en el Jiangning Sports Center Gymnasium, con capacidad para 5,500 espectadores.

## Historia
El club se fundó en 2007, jugando en diferentes categorías menores del baloncesto chino, como la NBL, la segunda competición del país, donde ganó el campeonato en 2010 y 2011. Desde 2015 compite en la CBA.